# المشراق (شركة)
المِشْرَاق، أو شركة المشراق الحكومية للكبريت، هي شركة حكومية لتصنيع الكبريت قرب مدينة الموصل في العراق. لقد أُشْعِلَت فيها النيران مرتين واحترقت لفترات مطولة. ففي عام 2003، احترق فيها حريقٌ - يُعتقد أنه كان مُتعمَّدًا - لمدة ثلاثة أسابيع تقريبًا، مما أدى إلى أكبر انبعاثٍ بشري المنشأ لثاني أكسيد الكبريت تم تسجيله على الإطلاق. وفي عام 2016، أشعلها تنظيم داعش واحترقت لمدة سبعة أيام.

## اندلاع حرائق
المِشْرَاق، أو شركة المشراق الحكومية للكبريت، هي مصنع حكومي للكبريت قرب الموصل بالعراق. في حزيران/يونيو 2003، شهد الموقع أكبر انبعاثٍ بشريّ المنشأ لثاني أكسيد الكبريت يُسجَّل على الإطلاق عندما استفحل حريقٌ يُعتقد أنهُ أُشعِل عمدًا واحترق لِمُدّة ثلاثة أسابيع تقريبًا. وفي ذروة الحريق، كان يُطلَق 21,000 طنٍّ من ثاني أكسيد الكبريت يوميًّا في الغلاف الجوي. ووصل التلوث في الموصل التي تبعد حوالى 45 كيلومترًا عن المِشْرَاق إلى مستويات كارثية. ولأكثر من 48 ساعة، كان الدخان الأبيض الناجم عن الانبعاثات مرئيًّا في الهواء. نُقل كثيرون إلى المستشفيات، وقُتِلَ معظم الغطاء النباتي.
وفي 22 تشرين الأول/أكتوبر 2016، أشعل مسلحو تنظيم الدولة الإسلامية داعش النيران في المصنع أثناء معركة الموصل. وأسفر الحادث عن مقتل مدنيَّيْن وتلقِّي قرابة 1,000 شخص العلاج بسبب استنشاق الغازات السامة. وحملت الرياح المتغيرة الغازات إلى قاعدة القيارة الجوية الغربية، ما أجبر القوات الأمريكية والحلفاء على استخدام كمامات غاز. وقُدِّرت الكتلة الإجمالية لانبعاثات ثاني أكسيد الكبريت بحوالي 161,000 طنٍّ موزَّعة على سبعة أيام، أي ما يعادل ثوران بركاني صغير.